# Clayton-le-Moors
Clayton-le-Moors est une ville anglaise située dans le district de Hyndburn en Lancashire.